# Massimo Agostini
Massimo Agostini, detto Condor (Rimini, 20 gennaio 1964), è un allenatore di calcio, ex calciatore ed ex giocatore di beach soccer italiano, di ruolo attaccante, responsabile del settore giovanile del Cesena.

## Carriera

### Calcio

#### Giocatore

Agostini al Cesena nel 1990

Ha iniziato la sua carriera professionistica tra le file del Cesena, con cui colleziona 78 presenze segnando 19 reti, di cui 13 nella sola stagione 1985-1986 e molte d'astuzia, che gli fecero guadagnare il soprannome di Condor che lo accompagnerà per tutta la carriera. Viene così acquistato dalla Roma e con la maglia giallorossa disputa due campionati di Serie A, siglando 6 reti in 40 gare.
Torna al Cesena nella trattativa che ha portato Ruggiero Rizzitelli alla Roma (valutato 1,5 miliardi di lire), e dopo due stagioni condite da 22 gol (tra cui quello che vale la salvezza nella stagione 1989-1990, segnato all'ultima giornata contro il Verona) in 59 partite, Agostini passa al Milan per 6 miliardi di lire, dove disputa 12 incontri siglando 2 reti; in maglia rossonera fa il suo esordio in Coppa dei Campioni, vincendo inoltre la Supercoppa UEFA e la Coppa Intercontinentale.
Nella stagione 1991-1992 si trasferisce al Parma dove segna 4 reti in 30 partite. Seguono due stagioni con l'Ancona, di cui la seconda in Serie B, dove realizza 18 reti in campionato, suo primato personale che gli consente di vincere la classifica dei cannonieri. In quest'ultima stagione raggiunge inoltre la finale di Coppa Italia, una prima volta nella storia del club dorico – e tuttora l'ultima volta in cui una squadra cadetta ha giocato l'atto conclusivo della principale coppa nazionale –, persa contro la Sampdoria.
Dal 1994 al 1996 veste la maglia azzurra del Napoli, con la quale disputa 62 partite e sigla 13 gol. Ritorna poi al Cesena per tre stagioni (78 presenze e 26 gol) prima di passare al Ravenna e allo Spezia. Nel 2001-2002 scende tra i dilettanti con la maglia del Tivoli mentre la stagione successiva è al Forlì, in Serie C2. Abbandona definitivamente le categorie professionistiche nel 2003-2004 quando gioca col Cesenatico.
A quarantadue anni compiuti, Agostini torna a giocare a buoni livelli, e lo fa nel Campionato Sammarinese, con la maglia del Murata, con cui vince lo scudetto nel 2005-2006 e 2006-2007. Con la stessa squadra riesce anche a tornare a giocare in Champions League, seppur solo nel primo turno preliminare (il Murata non riuscirà a passare il turno) ottenendo per breve tempo anche il record di calciatore più anziano ad aver giocato nella manifestazione se si considerano anche i turni preliminari (senza questi infatti, se consideriamo solo la fase finale, il record appartiene a Marco Ballotta della Lazio, che ha giocato l'ultima gara nella competizione a 43 anni e 8 mesi).
Ha all'attivo un totale di 129 gol tra i professionisti.

#### Dopo il ritiro
Nel 2008 ha conseguito il diploma di Allenatore Professionista di Prima Categoria - PRO UEFA - presso il Centro Federale di Coverciano. Nella stagione 2008-2009 passa dal campo alla panchina dello stesso Murata. Contemporaneamente, nel febbraio 2009 viene nominato ct della Nazionale Under-21 di San Marino, ruolo dal quale rassegna le dimissioni 12 mesi più tardi. Dopo due campionati sulla panchina sammarinese, nell'estate del 2010 accetta di allenare la primavera del Cesena. A fine stagione lascia l'incarico.
Nel dicembre del 2021 il Cesena viene acquistato da una società americana e Agostini entra nel consiglio di amministrazione.

### Beach Soccer
Quando la sua carriera calcistica, a livello professionistico, si è conclusa, Agostini ha provato con il beach soccer.
È stato giocatore e commissario tecnico della Nazionale Italiana fino al 2007 ed ha iniziato come attaccante dei Cavalieri del Mare, compagine di Forte dei Marmi. Con la maglia della Nazionale Agostini ha giocato 48 partite segnando 55 reti, diventando allenatore-giocatore del Terranova Terracina Beach Soccer.
È stato nuovamente commissario tecnico dalla Nazionale Italiana dal 2014 al 2017 e dal 2018 è capodelegazione

### Calcio femminile
Il 14 dicembre 2012 viene ingaggiato dal Riviera di Romagna, squadra militante nella Serie A femminile, al posto di Antonio Censi.

## Statistiche

### Presenze e reti nei club
| Stagione        | Squadra         | Campionato      | Campionato | Campionato | Coppe nazionali | Coppe nazionali | Coppe nazionali | Coppe continentali | Coppe continentali | Coppe continentali | Altre coppe | Altre coppe | Altre coppe | Totale | Totale |
| Stagione        | Squadra         | Comp            | Pres       | Reti       | Comp            | Pres            | Reti            | Comp               | Pres               | Reti               | Comp        | Pres        | Reti        | Pres   | Reti   |
| --------------- | --------------- | --------------- | ---------- | ---------- | --------------- | --------------- | --------------- | ------------------ | ------------------ | ------------------ | ----------- | ----------- | ----------- | ------ | ------ |
| 1982-1983       | Cesena          | A               | 0          | 0          | CI              | 1               | 0               | -                  | -                  | -                  | -           | -           | -           | 1      | 0      |
| 1983-1984       | Cesena          | B               | 12         | 1          | CI              | 2               | 0               | -                  | -                  | -                  | -           | -           | -           | 14     | 1      |
| 1984-1985       | Cesena          | B               | 31         | 5          | CI              | 4               | 0               | -                  | -                  | -                  | -           | -           | -           | 35     | 5      |
| 1985-1986       | Cesena          | B               | 35         | 13         | CI              | 4               | 0               | -                  | -                  | -                  | -           | -           | -           | 39     | 13     |
| 1986-1987       | Roma            | A               | 22         | 4          | CI              | 5               | 1               | CdC                | 1                  | 0                  | -           | -           | -           | 28     | 5      |
| 1987-1988       | Roma            | A               | 18         | 2          | CI              | 6               | 1               | -                  | -                  | -                  | -           | -           | -           | 24     | 3      |
| Totale Roma     | Totale Roma     | Totale Roma     | 40         | 6          |                 | 11              | 2               |                    | 1                  | 0                  |             | -           | -           | 52     | 8      |
| 1988-1989       | Cesena          | A               | 32         | 11         | CI              | 8               | 1               | -                  | -                  | -                  | -           | -           | -           | 40     | 12     |
| 1989-1990       | Cesena          | A               | 27         | 11         | CI              | 2               | 2               | -                  | -                  | -                  | -           | -           | -           | 29     | 13     |
| 1990-1991       | Milan           | A               | 15         | 2          | CI              | 8               | 2               | CC                 | 1                  | 0                  | SU+CInt     | 1+0         | 0+0         | 25     | 4      |
| 1991-1992       | Parma           | A               | 30         | 4          | CI              | 9               | 0               | CU                 | 2                  | 1                  | -           | -           | -           | 41     | 5      |
| 1992-1993       | Ancona          | A               | 33         | 12         | CI              | 2               | 1               | -                  | -                  | -                  | -           | -           | -           | 35     | 13     |
| 1993-1994       | Ancona          | B               | 35         | 18         | CI              | 10              | 4               | -                  | -                  | -                  | -           | -           | -           | 45     | 22     |
| Totale Ancona   | Totale Ancona   | Totale Ancona   | 68         | 30         |                 | 12              | 5               |                    | -                  | -                  |             | -           | -           | 80     | 35     |
| 1994-1995       | Napoli          | A               | 32         | 9          | CI              | 5               | 2               | CU                 | 6                  | 2                  | -           | -           | -           | 43     | 13     |
| 1995-1996       | Napoli          | A               | 30         | 4          | CI              | 1               | 0               | -                  | -                  | -                  | -           | -           | -           | 31     | 4      |
| Totale Napoli   | Totale Napoli   | Totale Napoli   | 62         | 13         |                 | 6               | 2               |                    | 6                  | 2                  |             | -           | -           | 74     | 17     |
| 1996-1997       | Cesena          | B               | 34         | 7          | CI              | 3               | 1               | -                  | -                  | -                  | -           | -           | -           | 37     | 8      |
| 1997-1998       | Cesena          | C1              | 33         | 18         | CI+CI-C         | 2+?             | 0+?             | -                  | -                  | -                  | -           | -           | -           | 35+    | 18+    |
| lug.-dic. 1998  | Cesena          | B               | 11         | 1          | CI              | 3               | 2               | -                  | -                  | -                  | -           | -           | -           | 14     | 3      |
| Totale Cesena   | Totale Cesena   | Totale Cesena   | 215        | 67         |                 | 29+             | 6+              |                    | -                  | -                  |             | -           | -           | 244+   | 73+    |
| gen.-giu. 1999  | Ravenna         | B               | 8          | 0          | CI              | -               | -               | -                  | -                  | -                  | -           | -           | -           | 8      | 0      |
| nov. 1999-2000  | Spezia          | C2              | 19         | 3          | CI-C            | ?               | ?               | -                  | -                  | -                  | -           | -           | -           | 19+    | 3+     |
| 2000-2001       | Spezia          | C1              | 12+1       | 1+0        | CI-C            | ?               | ?               | -                  | -                  | -                  | -           | -           | -           | 13+    | 1+     |
| Totale Spezia   | Totale Spezia   | Totale Spezia   | 31+1       | 4+0        |                 | ?               | ?               |                    | -                  | -                  |             | -           | -           | 32+    | 4+     |
| feb.-giu. 2002  | Tivoli          | D               | 8          | 2          | CI-D            | -               | -               | -                  | -                  | -                  | -           | -           | -           | 8      | 2      |
| 2002-2003       | Forlì           | C2              | 22         | 3          | CI-C            | ?               | ?               | -                  | -                  | -                  | -           | -           | -           | 19+    | 3+     |
| 2003-2004       | Cesenatico      | Ecc.            | ?          | ?          | -               | -               | -               | -                  | -                  | -                  | -           | -           | -           | ?      | ?      |
| 2006-2007       | Murata          | CS              | ?          | ?          | CS              | ?               | ?               | CU                 | 1                  | 0                  | -           | -           | -           | 1+     | 0+     |
| 2007-2008       | Murata          | CS              | ?          | ?          | CS              | ?               | ?               | CU                 | 2                  | 0                  | -           | -           | -           | 2+     | 0+     |
| Totale Murata   | Totale Murata   | Totale Murata   | ?          | ?          |                 | ?               | ?               |                    | 3                  | 0                  |             | -           | -           | 3+     | 0+     |
| Totale carriera | Totale carriera | Totale carriera | 500+       | 131+       |                 | 75+             | 17+             |                    | 13                 | 3                  |             | 1           | 0           | 589+   | 151+   |

### Statistiche da allenatore
Statistiche aggiornate all'8 marzo 2022.
| Stagione        | Squadra         | Campionato      | Campionato | Campionato | Campionato | Campionato | Coppe nazionali | Coppe nazionali | Coppe nazionali | Coppe nazionali | Coppe nazionali | Coppe continentali | Coppe continentali | Coppe continentali | Coppe continentali | Coppe continentali | Altre coppe | Altre coppe | Altre coppe | Altre coppe | Altre coppe | Totale | Totale | Totale | Totale | % Vittorie | Piazzamento |
| Stagione        | Squadra         | Comp            | G          | V          | N          | P          | Comp            | G               | V               | N               | P               | Comp               | G                  | V                  | N                  | P                  | Comp        | G           | V           | N           | P           | G      | V      | N      | P      | %          | Piazzamento |
| --------------- | --------------- | --------------- | ---------- | ---------- | ---------- | ---------- | --------------- | --------------- | --------------- | --------------- | --------------- | ------------------ | ------------------ | ------------------ | ------------------ | ------------------ | ----------- | ----------- | ----------- | ----------- | ----------- | ------ | ------ | ------ | ------ | ---------- | ----------- |
| 2008-2009       | Murata          | CS              | 21+5       | 11+3       | 5          | 5+2        | CT              | 8               | 4               | 1               | 3               | UCL                | 2                  | 0                  | 0                  | 2                  | TF          | 2           | 2           | 0           | 0           | 38     | 20     | 6      | 12     | 52,63      | 2º          |
| 2009-2010       | Murata          | CS              | 21         | 9          | 6          | 6          | CT              | 10              | 5               | 2               | 3               | -                  | -                  | -                  | -                  | -                  | TF          | 2           | 2           | 0           | 0           | 33     | 16     | 8      | 9      | 48,48      | 4º          |
| Totale carriera | Totale carriera | Totale carriera | 47         | 23         | 11         | 13         |                 | 18              | 9               | 3               | 6               |                    | 2                  | 0                  | 0                  | 2                  |             | 4           | 4           | 0           | 0           | 71     | 36     | 14     | 21     | 50,70      |             |

### Calcio femminile
Statistiche aggiornate al 15 maggio 2022.
| Stagione        | Squadra            | Campionato      | Campionato | Campionato | Campionato | Campionato | Coppe nazionali | Coppe nazionali | Coppe nazionali | Coppe nazionali | Coppe nazionali | Coppe continentali | Coppe continentali | Coppe continentali | Coppe continentali | Coppe continentali | Altre coppe | Altre coppe | Altre coppe | Altre coppe | Altre coppe | Totale | Totale | Totale | Totale | % Vittorie | Piazzamento |
| Stagione        | Squadra            | Comp            | G          | V          | N          | P          | Comp            | G               | V               | N               | P               | Comp               | G                  | V                  | N                  | P                  | Comp        | G           | V           | N           | P           | G      | V      | N      | P      | %          | Piazzamento |
| --------------- | ------------------ | --------------- | ---------- | ---------- | ---------- | ---------- | --------------- | --------------- | --------------- | --------------- | --------------- | ------------------ | ------------------ | ------------------ | ------------------ | ------------------ | ----------- | ----------- | ----------- | ----------- | ----------- | ------ | ------ | ------ | ------ | ---------- | ----------- |
| dic. 2012-2013  | Riviera di Romagna | A               | 18         | 9          | 4          | 5          | CI              | -               | -               | -               | -               | -                  | -                  | -                  | -                  | -                  | -           | -           | -           | -           | -           | 18     | 9      | 4      | 5      | 50,00      | Sub., 6º    |
| Totale carriera | Totale carriera    | Totale carriera | 18         | 9          | 4          | 5          |                 | 0               | 0               | 0               | 0               |                    | -                  | -                  | -                  | -                  |             | -           | -           | -           | -           | 18     | 9      | 4      | 5      | 50,00      |             |

## Palmarès

### Calcio

#### Giocatore

##### Club

###### Competizioni nazionali
- Coppa Italia: 1

Parma: 1991-1992
- Serie C1: 1

Cesena: 1997-1998
- Serie C2: 1

Spezia: 1999-2000
- Campionato di calcio sammarinese: 2

Murata: 2005-2006, 2006-2007
- Coppa Titano: 1

Murata: 2006-2007
- Trofeo Federale: 1

Murata: 2006

###### Competizioni internazionali
- Supercoppa UEFA: 1

Milan: 1990
- Coppa Intercontinentale: 1

Milan: 1990

##### Individuale
- Capocannoniere della Serie B

1993-1994 (18 gol)
- Pallone di Cristallo: 1

2007

### Beach soccer

#### Club
- Campionato italiano di beach soccer: 2

Cavalieri del Mare: 2004, 2005
- Supercoppa italiana di beach soccer: 1

Cavalieri del Mare: 2004

#### Nazionale
- Euro Beach Soccer League: 1

2005

### Calcio

#### Allenatore

##### Club

###### Competizioni nazionali
- Trofeo Federale: 2

Murata: 2008, 2009